# Legg Mason Tennis Classic 2010
Legg Mason Tennis Classic 2010 — профессиональный теннисный турнир, в 42-й раз проводившийся в Вашингтоне, США на хардовых кортах.
Турнир имеет категорию ATP 500 и входит в цикл турниров US Open Series. Лидерами соревнования на турнир приехали Сэм Куэрри и Марди Фиш.
Соревнования были проведены с 1 по 8 августа 2010 года.
Прошлогодними чемпионами являются:
- Одиночный турнир —  Хуан Мартин дель Потро
- Парный турнир —  Мартин Дамм /  Роберт Линстедт.

## US Open Series
К третьей соревновательной неделе борьба за бонусные призовые выглядела следующим образом:
| Место | Игрок           | Турниров 1 | Побед | Очков |
| ----- | --------------- | ---------- | ----- | ----- |
| 1—2   | Марди Фиш       | 1          | 1     | 70    |
| 1—2   | Сэм Куэрри      | 1          | 1     | 70    |
| 3-4   | Джон Изнер      | 1          |       | 45    |
| 3-4   | Энди Маррей     | 1          |       | 45    |
| 5-8   | Кевин Андерсон  | 1          |       | 25    |
| 5-8   | Фелисиано Лопес | 1          |       | 25    |
| 5-8   | Энди Роддик     | 1          |       | 25    |
| 5-8   | Янко Типсаревич | 1          |       | 25    |

* — Золотым цветом выделены участники турнира.
1 — Количество турниров серии, в которых данный участник достиг четвертьфинала и выше (ATP 250/500) или 1/8 финала и выше (ATP 1000)

## Соревнования

### Одиночный турнир
Давид Налбандян обыграл  Маркоса Багдатиса со счётом 6-2, 7-6(4)
- Налбандян выигрывает первый титул за 15 месяцев и 11-й в карьере
- Налбандян — первый в сезоне победитель турнира ATP, не входивший на момент его начала в топ-100 мирого рейтинга (№ 117)
- Багдатис второй раз в сезоне в финале и впервые его проигрывает.

### Парный турнир
Марк Ноулз /  Марди Фиш обыграли  Томаша Бердыха /  Радека Штепанека со счётом 4-6, 7-6(7), [10-7]